# Prociphilus taukogi
Prociphilus taukogi är en insektsart. Prociphilus taukogi ingår i släktet Prociphilus och familjen långrörsbladlöss. Inga underarter finns listade i Catalogue of Life.